# Jacobus van Gils
Jacobus Wilhelmus Anthonius van Gils (Rotterdam, 14 februari 1865 – Rotterdam, 14 oktober 1919), in de literatuur doorgaans Jac. van Gils genoemd, was een Nederlands architect van onder meer katholieke kerken.

## Leven en werk
Over Van Gils’ jeugd is weinig meer bekend dan dat hij werd geboren en opgroeide in Rotterdam. Zeker is dat zijn ouders oorspronkelijk afkomstig waren uit Noord-Brabant en op een zeker moment verhuisden naar Oosterhout. Van Gils was enige tijd in dienst van de Tilburgse architect Hendrik Jacobus van Tulder en studeerde voor architect aan de Academie in Antwerpen. In dezelfde stad werkte hij als tekenaar op het bureau van architect Baekelmans. Na zijn studie reisde hij door Frankrijk, België, Duitsland en Nederland en maakte daar tekeningen van monumentale kerken.
Rond de eeuwwisseling was Van Gils enkele jaren gevestigd in Maastricht, waar hij directeur was van het Stadsteekeninstituut (een voorloper van de Academie Beeldende Kunsten Maastricht) en waar naar zijn ontwerp in 1902 Grand Hotel de l'Empereur werd gebouwd. In 1902 keerde hij terug naar Rotterdam. In deze stad bouwde hij een aantal herenhuizen en openbare gebouwen en verbouwde hij de Steigerkerk. Buiten Rotterdam ontwierp hij onder meer de HH. Nicolaas en Gezellenkerk (1910) te Delft, de Sint Josephkerk in Deurne, een neoromaanse kerk met een voor die tijd vernieuwende betonnen koepelconstructie, en de Clemens Maria Hofbauerkerk in Hilversum (1914, voltooid door Joseph Cuypers. Verder voltooide hij Van Tulders Sint-Joriskerk in Stratum (1911). Ook in het Deense Roskilde bouwde hij een katholieke kerk, de St. Laurentiuskerk (1914). Voor de Mathenesserlaan ontwikkelde Van Gils een ensemble van drie stadsvilla's in 1916. Deze drie stadsvilla's (Mathenesserlaan 435-439) zijn een voorbeeld van de Overgangsstijl. In 2011 is Mathenesserlaan 439 opgenomen op de Gemeentelijke Monumentenlijst van de gemeente Rotterdam.
Van Gils was tevens een bekend restauratie-architect en restaureerde onder meer de torens van de Sint-Maartenskerk in Zaltbommel, de Sint-Catharijnekerk in Brielle en de Sint-Petruskerk in Oirschot.
Van Gils maakte deel uit van de 'Commissie voor het afnemen van het schriftelijk examen voor Bouwkundig-opzichter'. In 1915 kreeg Van Gils opdracht voor N.V. Vulcaan Coal Compagnie een kantoorgebouw in Rotterdam te ontwerpen dat dienst moest doen als filiaal van de Duitse staalfabriek Thyssen. In 1916 werd het ontwerp goedgekeurd, maar door de oorlog werd het uiteindelijk niet uitgevoerd.

## Lijst van bouwwerken
Dit overzicht is mogelijk incompleet; u kunt helpen door het uit te breiden.
| Bouw     | Naam                                         | Plaats                      | Bijzonderheden                                       | Afbeelding |
| -------- | -------------------------------------------- | --------------------------- | ---------------------------------------------------- | ---------- |
| 1892     | Toren van de Sint-Petruskerk                 | Oirschot                    |                                                      |            |
| 1898     | Sint-Jozefkerk                               | Nieuwerkerk aan den IJssel  | Afgebroken 1992                                      |            |
| 1901     | Grand Hotel de l'Empereur                    | Maastricht                  |                                                      |            |
| 1910     | Raamstraatkerk                               | Delft                       |                                                      |            |
| 1910     | Toren bij de Onze-Lieve-Vrouw-Hemelvaartkerk | Hoogerheide                 |                                                      |            |
| 1914     | Clemens Maria Hofbauerkerk                   | Hilversum                   | Voltooid door Jos Cuypers                            |            |
| 1914     | Sankt Laurentii kirke                        | Roskilde                    |                                                      |            |
| 1916     | Mathenesserlaan 435-439                      | Rotterdam                   | Mathenesserlaan 439 vanaf 2011 Gemeentelijk Monument |            |
| 1918-199 | Sint-Jozefkerk                               | Sint-Jozefparochie (Deurne) |                                                      |            |